# Zaparasa
Zaparasa is een geslacht van vlinders van de familie slakrupsvlinders (Limacodidae).

## Soorten
- Z. brueckneri Hering & Hopp, 1927
- Z. sylvia Dyar, 1914